# Сардіс (Міссісіпі)
Сардіс (англ. Sardis) — місто (англ. town) в США, в окрузі Пенола штату Міссісіпі. Населення — 1748 осіб (2020).

## Географія
Сардіс розташований за координатами 34°26′8″ пн. ш. 89°54′41″ зх. д. / 34.43556° пн. ш. 89.91139° зх. д. (34.435505, -89.911362).  За даними Бюро перепису населення США в 2010 році місто мало площу 5,18 км², уся площа — суходіл.

## Демографія
Згідно з переписом 2010 року, у місті мешкали 1703 особи в 662 домогосподарствах у складі 418 родин. Густота населення становила 329 осіб/км².  Було 745 помешкань (144/км²).
Расовий склад населення:
| - 62,4 % — чорних або афроамериканців - 35,9 % — білих - 0,3 % — корінних американців - 0,3 % — азіатів |

До двох чи більше рас належало 0,9 %. Частка іспаномовних становила 0,7 % від усіх жителів.
За віковим діапазоном населення розподілялося таким чином: 23,7 % — особи молодші 18 років, 56,3 % — особи у віці 18—64 років, 20,0 % — особи у віці 65 років та старші. Медіана віку мешканця становила 41,6 року. На 100 осіб жіночої статі у місті припадало 81,2 чоловіків;  на 100 жінок у віці від 18 років та старших — 76,2 чоловіків також старших 18 років.
Середній дохід на одне домашнє господарство  становив 43 824 долари США (медіана — 32 300), а середній дохід на одну сім'ю — 50 788 доларів (медіана — 38 929). Медіана доходів становила 35 710 доларів для чоловіків та 32 404 долари для жінок. За межею бідності перебувало 34,6 % осіб, у тому числі 59,1 % дітей у віці до 18 років та 14,5 % осіб у віці 65 років та старших.
Цивільне працевлаштоване населення становило 615 осіб. Основні галузі зайнятості: освіта, охорона здоров'я та соціальна допомога — 23,1 %, виробництво — 19,8 %, роздрібна торгівля — 12,0 %, мистецтво, розваги та відпочинок — 9,9 %.